# Viktor Götesson
Viktor Götesson (sinh ngày 14 tháng 7 năm 1995) là một cầu thủ bóng đá người Thụy Điển thi đấu cho Degerfors IF ở vị trí tiền đạo.